# Maurice Papon

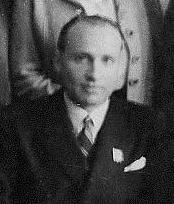
Maurice Papon in 1945.

Maurice Papon (Gretz-Armainvilliers (Seine-et-Marne), 3 september 1910 - Pontault-Combault (Seine-et-Marne), 17 februari 2007) was een Frans oud-politiefunctionaris en politicus (hij was burgemeester, minister en parlementariër) die in 1998 door het Hof van Assisen in Bordeaux werd veroordeeld tot tien jaar gevangenisstraf wegens misdaden tegen de menselijkheid, die hij had begaan in Vichy-Frankrijk tijdens de Tweede Wereldoorlog.
Papon was in de jaren zestig werkzaam bij de Parijse politie en droeg de verantwoordelijkheid voor de dood van ongeveer tweehonderd demonstranten, naar aanleiding van het bloederig neerslaan van een Algerijnse demonstratie. Mark Mazower schreef erover in zijn studie Dark Continent. In de regering van president Giscard d'Estaing was hij minister van begroting.
Als politiechef in Vichy ten tijde van de oorlog was hij secretaris-generaal voor Politie, Financiën, Gezondheid, Jeugd en Transport, en in die bevoegdheid verantwoordelijk voor de deportatie van 1.560 Joden. Op 6 mei 1981 kwamen deze misdrijven aan het licht door een artikel van Nicolas Brimo in de Franse krant Le Canard enchaîné.
Zijn proces werd in maart 1998 nog korte tijd geschorst, nadat de vrouw van Papon op 25 maart 1998 op 88-jarige leeftijd was overleden. Hij mocht haar begrafenis bijwonen.
Na zijn veroordeling in 1998 ging hij naar het Franse Hof van Cassatie, dat op 21 oktober 1999 zijn cassatieberoep tegen zijn veroordeling verwierp. Papon was op dat moment op vrije voeten vanwege zijn slechte gezondheid en vluchtte naar Zwitserland, waar hij even later in het wintersportoord Gstaad kon worden gearresteerd en worden uitgeleverd aan Frankrijk. Diezelfde maand verscheen zijn boek Niemand wil de waarheid weten over zijn jarenlange juridische strijd met de Franse justitie. Er restte hem op dat moment nog een gratieverzoek bij de Franse president Jacques Chirac, maar deze wees dit verzoek op 7 maart 2000 af.
Daarna ging Papon in beroep bij het Europees Hof voor de Rechten van de Mens in Straatsburg, dat Frankrijk in 2001 veroordeelde wegens het schenden van het procesrecht van Papon en hem dus in het gelijk stelde, omdat hij zijn veroordeling niet had kunnen aanvechten bij de hoogste Franse rechter.
Wegens gezondheidsproblemen werd Papon op 18 september 2002 vervroegd vrijgelaten. Na zijn vrijlating zei hij in een interview met het Franse tijdschrift Le Point in februari 2004, dat hij geen spijt had van de misdaden die hij gepleegd had, dat de rechters die hem hadden veroordeeld zich zouden moeten schamen en dat hij trots was dat hij zijn land Frankrijk tijdens de oorlog zo goed had gediend. Dit interview was in maart 2004 de aanleiding voor een nieuwe gerechtelijke procedure tegen Papon, omdat op de foto bij het tijdschriftartikel te zien was dat hij de versierselen droeg van het Franse Legioen van Eer en hij hier het recht niet toe had. Daarom werd hij veroordeeld tot € 2500 boete.
In februari 2007 werd hij opgenomen in het ziekenhuis wegens problemen aan zijn hart. Hij moest een operatie ondergaan aan zijn pacemaker en overleed halverwege die maand op 96-jarige leeftijd. Hij werd op woensdag 21 februari 2007 begraven met zijn Legioen van Eer op.

## Voetnoten
1. ↑  De Standaard Online - Collaborateur Maurice Papon overleden

- Bibliothèque nationale de France: cb120667300 (data)
- Gemeinsame Normdatei: 119138379
- International Standard Name Identifier: 0000 0001 1591 0283
- Library of Congress Control Number: n83212811
- Nationale Bibliotheek van Tsjechië: jn20000701369
- Nationale Bibliotheek van Israël: 987007266366305171
- Nationale Bibliotheek van Polen: a0000001188474
- Nederlandse Thesaurus van Auteursnamen: 074100378
- LIBRIS: 208639
- SNAC: w6ts2dwk
- Système universitaire de documentation: 027623653
- Virtual International Authority File: 7363882
- WorldCat: E39PBJqbrgHYDw3BBFBBG3V6Kd